# Cucumaria frondosa
Cucumaria frondosa is een zeekomkommer uit de familie Cucumariidae. De wetenschappelijke naam van de soort werd in 1767 als Holothuria frondosa gepubliceerd door Johan Ernst Gunnerus.

## Beschrijving
Cucumaria frondosa is een grote, tot 50  lange zwarte zeekomkommer met enorme bossige orale tentakels, variërend in kleur van oranje tot zwart. Het lichaam is dik en de huid dik en leerachtig. Er zijn vijf verschillende rijen buisvoeten. De huid van kleine exemplaren bevat spicules, maar deze zijn zeer schaars bij grotere exemplaren.
Deze zeekomkommers bereiken een lengte van ongeveer 20 cm (8 inch) en hebben tien vertakte orale tentakels. Deze soort heeft de vorm van een voetbal met een leerachtige huid, variërend in kleur van geelachtig wit tot donker bruinzwart en is bedekt met vijf rijen intrekbare buisvoeten. Jongere exemplaren zijn ongeveer 1 tot 6 mm lang en zijn doorschijnend oranje en roze. Volwassenen C. frondosa hebben een verminderd aantal spicules (skeletstructuren) in de vorm van ronde platen met veel gaten. Geslachten kunnen worden geïdentificeerd door de opvallende buisvormige (vrouwelijke) of hartvormige (mannelijke) gonoporie die zich onder de kruin van orale tentakels bevindt.

## Verspreiding
Het leefgebied van C. frondosa bestaat uit rotsen, spleten of laagtij van de Arctisch wateren. Het is bekend dat ze grote delen van het substraat bedekken op een diepte van minder dan 30 meter.